# إليزابيث كي
ماود إليزابيث كي(بالإنجليزية: Elizabeth Kee)‏ المعروفة بشكل عام باسم إليزابيث كي هي سياسيًة ديمقراطيًة أمريكيًة، وهي أول امرأة تنتخب للكونجرس من ولاية فرجينيا الغربية .

## سيرة شخصية
ولدت ماود إليزابيث سيمبكنز في رادفورد، فرجينيا، تزوجت من جون كي، وشغلت منصب السكرتير التنفيذي لزوجها منذ نوفمبر 1932، عندما انتخب لأول مرة في الكونغرس، حتى وفاته في عام 1951. بعد وفاة زوجها، انتخبت كديموقراطية في انتخابات خاصة لخلافة زوجها في مجلس النواب بالولايات المتحدة الذي يخدم الدائرة الخامسة للكونجرس في ويست فرجينيا في الدورة الـ 82 حتى الكونجرس الأمريكي الثامن والثمانين. وانتخبت بعدها لستة فترات أخرى وخدمت في الفترة من 17 يوليو 1951 إلى 3 يناير 1965. أثناء خدمتها في الكونغرس، عملت في لجان العمليات الحكومية الداخلية والشؤون الداخلية والجزرية ولجان شؤون المحاربين القدامى، وترأست اللجنة الفرعية لمستشفيات المحاربين القدامى.  بعد أن كافحت للفوز بدعم خططها لإعادة التطوير الاقتصادي لمنطقتها في ولاية فرجينيا الغربية خلال إدارة أيزنهاور، ألقت عضوة الكونغرس كي دعمها لحملة الرئيس جون كينيدي في عام 1960، ومن خلال قانون تسريع الأشغال العامة تم تحويل ملايين الدولارات من خلال إدارة إعادة تطوير المنطقة للدولة.  توفيت إليزابيث كي في بلوفيلد ، فرجينيا الغربية .